# Prionurus
Prionurus – rodzaj morskich ryb okoniokształtnych 
z rodziny pokolcowatych.

## Zasięg występowania
Ciepłe i umiarkowane wody oceaniczne.

## Klasyfikacja
Gatunki zaliczane do tego rodzaju:

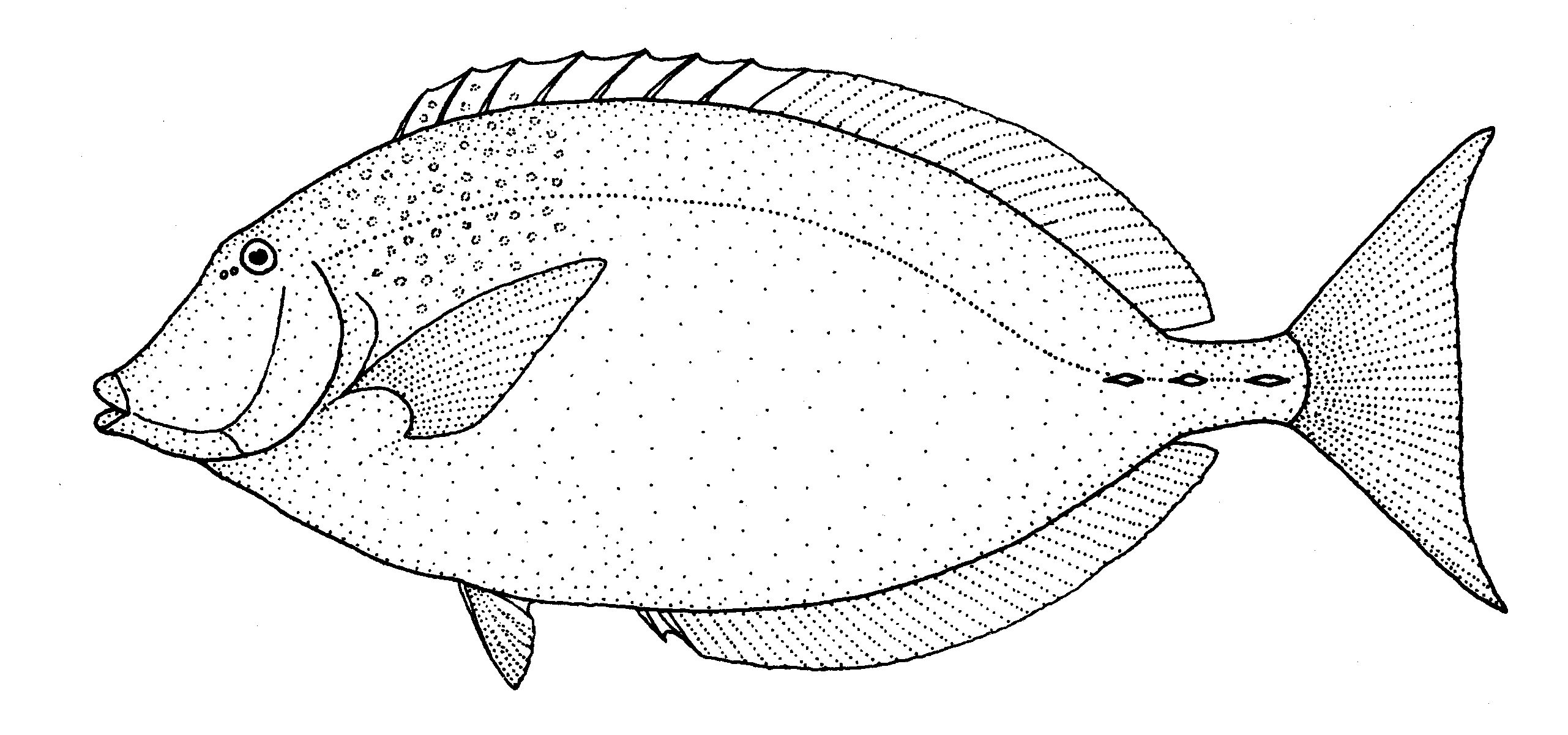
Prionurus biafraensis
- Prionurus chrysurus
- Prionurus laticlavius
- Prionurus maculatus
- Prionurus microlepidotus
- Prionurus punctatus
- Prionurus scalprum

- Prionurus maculatus